# Lo que la vida me robó
Lo que la vida me robó (no Brasil: O Que a Vida me Roubou) é uma telenovela mexicana produzida por Angelli Nesma Medina para a Televisa e exibida pelo Canal de las Estrellas entre 28 de outubro de 2013 até 25 de julho de 2014, substituindo La tempestad e foi substituída por Hasta el fin del mundo.
A história original é de Caridad Bravo Adams, sendo esta um remake modernizado das novelas Bodas de odio e Amor real, produzidas em 1983 e 2003, respectivamente.
É protagonizada por Angelique Boyer, Sebastián Rulli e Luis Roberto Guzmán; antagonizada por Daniela Castro, Sergio Sendel, Grettell Valdéz, Alexis Ayala, Ferdinando Valencia e Lisset; com atuações estelares de Osvaldo Benavides, Margarita Magaña, Carlos de la Mota, Alejandro Ávila, Alejandra García, Verónica Jaspeado, Gabriela Rivero, Juan Carlos Barreto e Alejandra Procuna; e os primeiros atores Ana Bertha Espín, Eric del Castillo e Rogelio Guerra.

## Enredo
A história se passa na bela e fictícia Água Azul, onde vive a influente família Mendonça. Montserrat é uma bela jovem socialite, filha do almirante aposentado Lauro Mendonça, que sempre foi dominada por sua mãe Graziela, cuja única preocupação é o seu elevado 'status' na sociedade, mesmo que a família esteja financeiramente arruinada. Montserrat, apesar de fazer tudo o que sua mãe diz-lhe, secretamente mantém um relacionamento com o cabo José Luis da marinha, com quem planeja se casar.
Embora Graziela tenha escolhido um marido para Montserrat, Sebastião de Icaza, com quem Montserrat estava apaixonada quando adolescente, Montserrat não está disposta a celebrar um casamento com Sebastião. Graziela tenta o seu melhor para uni-los novamente, mas é tarde demais, pois Sebastião deixou Água Azul. Demétrio, irmão de Montserrat, descobre seu relacionamento com José Luis e decide contar a sua mãe, e Graziela tenta separar os dois.
Simultaneamente, Alessandro vive em uma fazenda nas proximidades. Ele foi um dos rancheiros favoritos de Benjamin Almonte. Em seu leito de morte, Benjamin diz que é pai de Alessandro e deixa todos os seus bens e posses para ele. Alessandro, em choque, não recebe bem a notícia, e, durante a noite, monta em seu cavalo e vai em direção ao mar. Na praia, ele encontra Montserrat, que o confunde com José Luis. Pensando que Alessandro é José Luis, ela abraça Alessandro, que se apaixona imediatamente.
Demétrio, obcecado com a obtenção de dinheiro para cobrir suas despesas, decide dar as escrituras da casa onde ele e seus pais vivem como forma de pagamento. Graziela, não encontrando uma solução para os seus problemas financeiros, culpa Montserrat por tudo o que aconteceu, inclusive o ataque cardíaco que seu pai, Lauro, sofreu. Demétrio confessa à sua mãe que ele entregou o registro do imóvel para Bruno Gamboa, um mafioso.
Graziela decide confrontar o mafioso para pedir-lhe para devolver os documentos. Não recebendo o que queria de Bruno, Demétrio o mata. Em desespero, Graziela decide que Alessandro é a solução para cobrir suas dívidas e despesas. Ela decide entregar os documentos para Alessandro, que a ajuda financeiramente sob a condição de que ela permita que ele tenha um relacionamento com Montserrat. Graziela aceita, mas pede que Alessandro não conte para Montserrat.
Montserrat recusa casar-se com Alessandro. Graziela, então, conta a Montserrat a verdade sobre a sua situação financeira, e ela finalmente concorda em ajudar sua família ao se casar com Alessandro. José Luis, que estava preso pelo assassinato de Bruno que não cometeu, escapa da prisão e diz para Montserrat a verdade sobre tudo o que aconteceu. Mas Graziela consegue manipular Montserrat para se casar com Alessandro, usando a saúde debilitada do pai da mocinha como pretexto.
Jurando odiar Alessandro e transformar sua vida em um inferno, Montserrat vai à força morar na fazenda Almonte, onde vive um período tortuoso com o marido, por conta de seu autoritarismo, ciúme excessivo e as intrigas criadas por Maria, uma jovem antipática e desequilibrada apaixonada por Alessandro. Graças às interferências de padre Anselmo e Rosário, mãe do mocinho que retornou da cadeia após uma acusação injusta, Montserrat descobre, então, que seu "amor" e desejo por José Luis foi duradouro e chegou ao fim, passando a amar, única e verdadeiramente, Alessandro.
Posteriormente, Alessandro pensa ter vencido seus defeitos e encontrado a felicidade plena ao lado de Montserrat, seu filho recém nascido e sua mãe Rosário, mas é caçado pela polícia de Água Azul após intrigas e perseguições de seu rival Pedro Medina. Depois de um acidente aéreo, o protagonista passa 7 anos em coma na Argentina, longe de seu filho, esposa e mãe. Nesse meio tempo, Montserrat, acreditando na morte de seu marido, casa-se com José Luis, almejando reconstruir sua vida e dar um pai ao seu filho. Alessandro, depois do coma e para seu desespero, retorna a Água Azul exatamente no dia do casamento dos dois. Muitas obsessões, desilusões e assassinatos, portanto, sucedem nessa trama cheia de mistérios, que envolve amores inesquecíveis. Alessandro e Montserrat terão que ultrapassar todos os obstáculos e lutarem para recuperar o que a vida os roubou.

## Elenco
| Intérprete          | Personagem                                 |
| ------------------- | ------------------------------------------ |
| Angelique Boyer     | Montserrat Mendonça de Almonte             |
| Sebastián Rulli     | Alessandro Almonte Domingues               |
| Daniela Castro      | Graziela Giacinti de Mendonça              |
| Luis Roberto Guzmán | José Luís Álvares / Antonio Olivares       |
| Grettell Valdéz     | Maria Zamúdio                              |
| Sergio Sendel       | Pedro Medina                               |
| Gabriela Rivero     | Carlota Mendonça                           |
| Osvaldo Benavides   | Demétrio Mendonça                          |
| Ana Bertha Espín    | Rosário Domingues                          |
| Alexis Ayala        | Ezequiel Basurto                           |
| Carlos de la Mota   | Renato Solares                             |
| Alejandro Ávila     | Vítor Hernández                            |
| Lisset              | Fabiola Guillén Almonte                    |
| Issabela Camil      | Amélia Bertrand de Aréchiga                |
| Eric del Castillo   | Padre Anselmo Quinhones                    |
| Alejandra García    | Nádia Arguelles de Hernández               |
| Ferdinando Valencia | Adolfo Arguelles Miranda                   |
| Verónica Jaspeado   | Josefina Valverde Nolivos de Mendonça      |
| Margarita Magaña    | Esmeralda Ramos de Solares                 |
| Rogelio Guerra      | Almirante Lauro Mendonça São Romão         |
| Juan Carlos Barreto | Macário Peralta Cabrera                    |
| Alejandra Procuna   | Sofia Herrera Garcia de Peralta            |
| Luis Uribe          | Capitão Inácio Robledo                     |
| Ilithya Manzanilla  | Angélica Aréchiga de Álvares               |
| Oscar Daniel Duarte | Lauro Almonte Mendonça "Laurinho"          |
| Ana Paula Martínez  | Vitória Hernández Arguelles                |
| Santiago Hernández  | Kevin Cruz Sanches / Kevin Peralta Herrera |
| Alberto Estrella    | Joventino Zamúdio                          |
| Melissa Márquez     | Luísa Álvares Mendonça                     |
| Luis Xavier         | Joaquim Aréchiga                           |
| Francisco Gattorno  | Dr. Sandro Narváez                         |
| Alfredo Adame       | Benjamim Almonte                           |
| Fausto Espejel      | Ángel Solares                              |
| Iván Caraza         | Tomás Valverde                             |
| Jessica Mas         | Tenente Mônica Renteria                    |
| Ricardo Vera        | Tabelião Julio Cervera                     |
| Luis Gatica         | Bruno Gamboa                               |
| Alex Sirvent        | Erick                                      |
| Otto Sirgo          | Firmino                                    |
| Juan Romanca        | Gaspar Zamúdio                             |
| Marco Uriel         | Efraim Loreto                              |
| Osvaldo de León     | Sebastião de Icaza                         |
| Natalia Juárez      | Virgínia Aréchiga Bertrand                 |
| Ricardo Kleinbaum   | Samuel Bararras                            |
| Patricia Conde      | Prudência Robledo                          |
| Rafael Amador       | Tenente Avellaneda                         |
| Maru Dueñas         | Zulema                                     |
| José María Negri    | Juiz Gonçalo Esperón                       |
| Joss Waleska        | Manuela                                    |
| Gerardo Santínez    | Porfírio                                   |
| Gabriel Roustand    | Benito                                     |
| José Puga           | Peão                                       |
| Manuel Raviela      | Miguel                                     |
| Esteban Franco      | Cláudio                                    |
| Ricardo Silva       | Martín                                     |
| Julio Vega          | Dr. Carreira                               |
| Mariana Rivera      | Margarida                                  |
| Lizzeta Romo        | Violeta de Icaza                           |
| Talia Rivera        | Célia                                      |
| Rocío Gallardo      | Susana                                     |
| Enrique Montaño     | Jacinto Sanches                            |
| Ignacio Casano      | Benjamim Almonte (Jovem)                   |
| Daniel Rascón       | Matón                                      |
| Martín Brek         | Homem Morto por Ezequiel                   |
| Alfredo Alfonso     | Pediatra de Luísa                          |
| Jorge de Marín      | Advogado de Fabíola (capítulo 175)         |
| Roberto Tello       | Prisioneiro (capítulo 197)                 |

## Produção
- Em fase de pré-produção, a novela teve 'Dos Destinos' e 'Cruz de Amor' como títulos provisórios.
- As gravações da telenovela foram iniciadas em 2 de setembro de 2013.[2] O final foi gravado no início de julho de 2014 em Iucatã e Campeche.[3]
- No Brasil, a trama estaria cotada para substituir Lágrimas de Amor, mas depois do cancelamento da faixa ocupada por ela, acabou sendo adiada para o final do mês de janeiro, substituindo A Gata.

## Exibição

### No México
Foi reprisada pelo seu canal original entre 3 de julho de 2017 a 8 de janeiro de 2018 em 132 capítulos, substituindo Corazón indomable e sendo substituída por Teresa,
Foi reprisada pela segunda vez entre 4 de julho a 25 de novembro de 2022, em 105 capítulos, substituindo Abismo de pasión e sendo substituída por María la del Barrio, às 14h30.
Foi reprisada pelo TLNovelas de 17 de junho a 1 de novembro de 2019, em 100 capítulos, substituindo Mi pecado e sendo substituída por Sortilegio.

### No Brasil
Ficou temporariamente disponível pela Netflix, de 2015 a 2016.
Foi exibida pelo SBT de 30 de janeiro a 11 de setembro de 2017, em 161 capítulos, substituindo A Gata e sendo substituída por Um Caminho para o Destino. Devido às cenas de violência e sexo, a telenovela recebeu do Sistema de Classificação Indicativa Brasileiro o selo de não recomendado para menores de 12 anos. O SBT criou uma versão editada que recebeu o selo 10 anos. A partir do dia 5 de junho de 2017, passou a ser exibida com o selo de 12 anos, ordem imposta pelo MJ. Em 21 de setembro, o Sistema de Classificação Indicativa Brasileiro reclassificou o folhetim mais uma vez, agora como não recomendada para menores de 14 anos.
Foi exibida pelo canal pago TLN Network de 19 de novembro de 2018 a 20 de agosto de 2019 substituindo A Que Não Podia Amar e sendo substituída por A Cor da Paixão.
Foi reprisada pelo SBT de 20 de abril a 23 de novembro de 2020 às 17h15, em 156 capítulos, substituindo a reprise de Meu Coração é Teu e sendo substituída pela inédita Triunfo do Amor com um final alternativo.
Está sendo exibida pela segunda vez pelo TLN Network desde 3 de fevereiro de 2025 substituindo Laços de Amor.

### Outras Mídias
Está disponível no catálogo da Prime Video Brasil desde 26 de março de 2020, com áudio dublado em português e edição original.

## Audiência

### México
A trama estreou com uma média de 20,4 pontos. O último capítulo teve média de 30,9 pontos e 46,6% de share. Teve média geral de 26,1 pontos.
| Horário             | # Eps. | Estreia               | Estreia           | Final               | Final           | Posição | Temporada | Classificação geral |
| Horário             | # Eps. | Data                  | Primeiro capítulo | Data                | Último capítulo | Posição | Temporada | Classificação geral |
| ------------------- | ------ | --------------------- | ----------------- | ------------------- | --------------- | ------- | --------- | ------------------- |
| Segunda—Sexta 21h30 | 196    | 28 de outubro de 2013 | 20.0              | 27 de julho de 2014 | 31.0            | #1      | 2013      | 26.1                |

### Brasil
Exibição original
No Brasil a telenovela estreou com 6,8 pontos de audiência, segundo medição feita pelo Kantar IBOPE Media na Região Metropolitana de São Paulo. Em 6 de fevereiro de 2017, a telenovela registrou a menor audiência desde a estreia, 5,8 pontos.
No dia 18 de abril, bateu seu primeiro recorde, registrando 7,5 pontos. Já no dia 22 de maio, marcou 7,7 pontos, sendo esse seu melhor índice e chegando a encostar no Cidade Alerta. No dia 19 de julho a novela registrou 7,6 pontos na Grande São Paulo. No dia 25 de julho, marcou seu recorde, 8,0 pontos na Grande São Paulo. Vencendo a RecordTV, assumindo a vice-liderança, deixando em 3.º lugar a emissora que exibia a estreia da reprise de Os Dez Mandamentos. Repetiu o mesmo recorde de 8 pontos no dia 28 de agosto assumindo novamente a vice-liderança isolada, sendo impulsionada pela estreia de Um Caminho para o Destino.
No dia 30 de agosto a novela registrou 8,4 pontos assumindo mais uma vez a vice-liderança isolada. Seu último capítulo também registrou 8,4 pontos e assumiu a vice liderança. Teve média geral de 7 pontos, sendo assim mais um sucesso das novelas da tarde do SBT.
Reprise
Sua reprise estreou com 5,2 pontos. O motivo pela baixa audiência se deve pelos altos índices de Avenida Brasil, que estava na reta final. O segundo capitulo reagiu e marcou 5,7 pontos, ficando em 3.º lugar. Em seu quinto capítulo bate seu primeiro recorde, chegando a 6,2 pontos. Em 5 de maio de 2020, bate seu segundo recorde com 6,4 pontos. No dia 4 de junho de 2020, bate mais um recorde com 6,5 pontos com picos de 8,1. No dia 18 de junho, bateu novo recorde marcando 6,9 pontos e picos de 8,2. Repetiu o mesmo recorde nos dias 19 de agosto e 2 de setembro. Em  28 de agosto de 2020, assume pela primeira vez a vice-liderança com 6,1 pontos contra 5,7 da RecordTV, que exibia o Cidade Alerta. Em 21 de setembro, bateu novo recorde marcando 7,3 pontos e picos de 8. Em 8 de outubro, bateu novo recorde marcando 7.6 pontos, garantindo vice-liderança. No dia 17 de novembro, bateu novo recorde e marcou 8,2 pontos e pico de 9. O último capítulo bateu recorde e registrou 8,7 pontos, sendo a sua maior audiência, ficando na vice-liderança isolada.
Bateu recorde negativo em 1 de maio de 2020, marcando apenas 4,8 pontos.
Teve média geral de 6,3 pontos, índice considerado satisfatório para o horário.

## Música
- Tema principal: "El perdedor", de Enrique Iglesias e Marco Antonio Solís;
- Tema de encerramento: "Corazones Invencibles", de Aleks Syntek;
- Tema instrumental: "Lo que siento por ti", de Carlos de la Mota;
- Tema de Alessandro e Montserrat: "Bajemos La Guardia", de Alex Sirvent;
- Música de Fundo: "Celos", de Alex Sirvent.
- Tema de Nádia e Victor: Mujer Proibida, de Alejandro Ávila.
- Temas de Angelica e José Luís: Gracias, de Jorge Daher; e Amores de Cristal, de Luja Duhart.

Outras músicas que fazem parte da trilha sonora da novela são: "Aún", de Jaime Flores; "Gracias"; "Cruzaré mil mares"; "Fiesta" de Alex Sirvent; "No puedo amarte", de Jaime Flores; e ainda "Volveria a mentir", de Evelyn de La Luz.

## Versões
- Bodas de odio, produzida em 1983 por Ernesto Alonso e protagonizada por Christian Bach, Miguel Palmer e Frank Moro.
- Amor real, produzida em 2003 por Carla Estrada, foi uma adaptação de Caridad Bravo Adams, protagonizada por Adela Noriega, Fernando Colunga e Mauricio Islas.

## Prêmios e indicações

### Prêmio TVyNovelas
| Ano  | Categoria                    | Nomeado(a)                                              | Resultado |
| ---- | ---------------------------- | ------------------------------------------------------- | --------- |
| 2015 | Melhor telenovela            | Angelli Nesma Medina                                    | Indicado  |
| 2015 | Melhor atriz protagonista    | Angelique Boyer                                         | Indicado  |
| 2015 | Melhor ator protagonista     | Sebastián Rulli                                         | Venceu    |
| 2015 | Melhor atriz antagonista     | Daniela Castro                                          | Venceu    |
| 2015 | Melhor ator antagonista      | Sergio Sendel                                           | Indicado  |
| 2015 | Melhor ator antagonista      | Alexis Ayala                                            | Indicado  |
| 2015 | Melhor primeira atriz        | Ana Bertha Espín                                        | Indicado  |
| 2015 | Melhor ator co-estrelar      | Luis Roberto Guzmán                                     | Venceu    |
| 2015 | Melhor ator de reparto       | Osvaldo Benavides                                       | Venceu    |
| 2015 | Melhor atriz de reparto      | Margarita Magaña                                        | Indicado  |
| 2015 | Melhor tema musical          | "El perdedor" de Enrique Iglesias e Marco Antonio Solís | Indicado  |
| 2015 | Melhor história ou adaptação | Juan Carlos Alcalá, Rosa Salazar e Fermín Zúñiga        | Venceu    |
| 2015 | Melhor elenco                | Lo que la vida me robó                                  | Venceu    |

### Premios Juventud
| Ano  | Categoria                   | Nomeado(a)                                              | Resultado |
| ---- | --------------------------- | ------------------------------------------------------- | --------- |
| 2014 | Chica que me quita el sueño | Angelique Boyer                                         | Venceu    |
| 2014 | ¡Está buenísimo!            | Sebastián Rulli                                         | Venceu    |
| 2014 | Melhor tema noveleiro       | "El perdedor" de Enrique Iglesias e Marco Antonio Solís | Venceu    |

### Prêmios People en Español
| Ano  | Categoria        | Nomeado(a)                        | Resultado |
| ---- | ---------------- | --------------------------------- | --------- |
| 2014 | Novela do Ano    | Angelli Nesma Medina              | Venceu    |
| 2014 | Melhor Casal     | Angelique Boyer e Sebastián Rulli | Venceu    |
| 2014 | Galanzaço do ano | Sebastián Rulli                   | Venceu    |
| 2014 | Melhor Vilão     | Sergio Sendel                     | Venceu    |